# Walter Conz

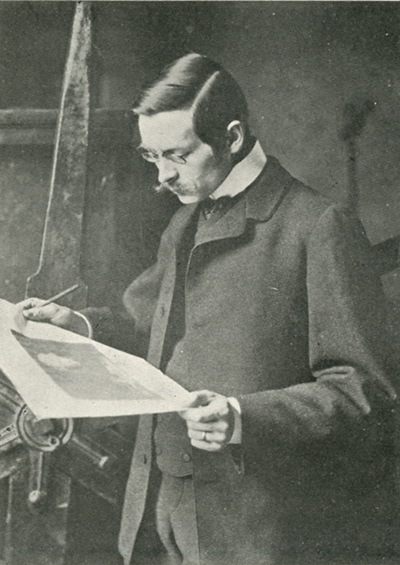
Walter Conz (1904)

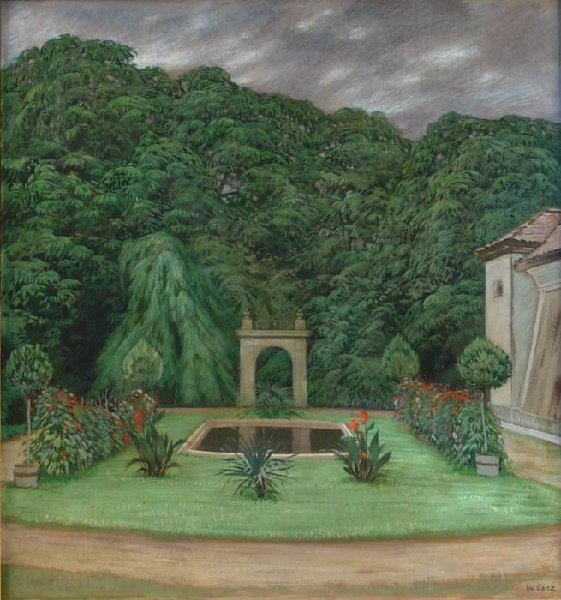
Vor dem Gewitter

Walter Conz (* 27. Juli 1872 in Stuttgart; † 13. Mai 1947 in Überlingen) war ein deutscher Kunstmaler und Radierer. Er war Professor an der Karlsruher Kunstakademie.

## Leben
Walter Conz, Sohn von Gustav Conz, studierte ab 1890 an der Stuttgarter Kunstakademie bei Jakob Grünenwald und von 1891 bis 1898 an der Akademie in Karlsruhe bei Ernst Schurth, Caspar Ritter, Gustav Schönleber und Graf Leopold von Kalckreuth. Bei Schönleber und von Kalckreuth besuchte er auch deren Meisterklassen. Parallel intensives Studium der Radiertechnik bei Wilhelm Krauskopf, nach dessen Erkrankung er 1898 mit der provisorischen Leitung der Radierklasse beauftragt wurde.
Ab 1902 schon Professor und Leiter der Radierklasse an der Kunstakademie in Karlsruhe und bis 1918 außerdem Lehrer an der Malerinnenschule. Ebenfalls 1902 begann er die Kooperation mit der Karlsruher-Majolika-Manufaktur. Eine starke Beeinflussung durch Hans Thoma ist nicht zu verkennen. Er war ein Großmeister der Radiertechniken mit „fester und doch zarter Nadelführung“ (Beringer). Besonderen Erfolg erzielte der Künstler im Landschaftsfach, wo er bevorzugt einfache Motive schuf, die er in klare Kompositionen umsetzte. Einer seiner Meisterschüler war Wilhelm Hempfing. 1933 trat Conz in den Ruhestand und siedelte 1935 nach Überlingen am Bodensee über, wo er 1947 verstarb.